# Lawrence Gowing
Lawrence Gowing est un peintre et historien de l'art britannique né le 21 avril 1918 à Londres et mort le 5 février 1991 dans la même ville. Il a notamment travaillé sur Paul Cézanne, Joseph Mallord William Turner et Johannes Vermeer.